# Джонстон, Джоанна
Джоанна Джонстон (англ. Joanna Johnston) — британская художница по костюмам, известная по работе в кинофильмах Роберта Земекиса и Стивена Спилберга. Дважды номинировалась на премию «Оскар» за лучший дизайн костюмов в картинах «Линкольн» и «Союзники».

## Карьера
В кинематографе с 1978 года, сначала в качестве ассистента у дизайнера костюмов Энтони Пауэлла, в фильмах «Смерть на Ниле» (1978) и «Тэсс» (1979), за которые впоследствии Энтони Пауэлл был удостоен двух «Оскаров». Затем работала помощницей у Тома Рэнда, в картинах «Женщина французского лейтенанта» (1981) и «Пираты Пензенса» (1983). Как художник по костюмам, дебютировала в 1987 году в фильме «Восставший из ада». В 2013 году за дизайн костюмов в биографической драме «Линкольн», Стивена Спилберга, была номинирована на множество премий, в том числе на «Оскар» и BAFTA. Вторую номинацию на «Оскар» и BAFTA получила в 2017 году, на этот раз за костюмы в картине Роберта Земекиса «Союзники».

## Фильмография
Дизайнер костюмов
- 1987 — Восставший из ада
- 1988 — Кто подставил кролика Роджера (реж. Роберт Земекис)
- 1989 — Индиана Джонс и последний крестовый поход (реж. Стивен Спилберг)
- 1989 — Назад в будущее 2 (реж. Роберт Земекис)
- 1990 — Назад в будущее 3 (реж. Роберт Земекис)
- 1992 — Далеко-далеко
- 1992 — Смерть ей к лицу (реж. Роберт Земекис)
- 1994 — Форрест Гамп (реж. Роберт Земекис)
- 1995 — Французский поцелуй
- 1997 — Контакт (реж. Роберт Земекис)
- 1998 — Спасти рядового Райана (реж. Стивен Спилберг)
- 1999 — Шестое чувство
- 2000 — Неуязвимый
- 2000 — Изгой (реж. Роберт Земекис)
- 2002 — Мой мальчик
- 2003 — Реальная любовь
- 2004 — Полярный экспресс (реж. Роберт Земекис)
- 2005 — Война миров (реж. Стивен Спилберг)
- 2005 — Мюнхен (реж. Стивен Спилберг)
- 2008 — Спайдервик: Хроники
- 2008 — Операция «Валькирия»
- 2009 — Рок-волна
- 2009 — Десятиминутные истории (сериал, эпизод: «Statuesque»)
- 2011 — Боевой конь (реж. Стивен Спилберг)
- 2012 — Линкольн (реж. Стивен Спилберг)
- 2013 — Джек — покоритель великанов
- 2015 — Миссия невыполнима: Племя изгоев
- 2015 — Агенты А.Н.К.Л.
- 2016 — Большой и добрый великан (реж. Стивен Спилберг)
- 2016 — Союзники (реж. Роберт Земекис)
- 2018 — Удивительный мир Марвена (реж. Роберт Земекис)
- 2020 — Ведьмы (реж. Роберт Земекис)

Costume and Wardrobe Department
- 1978 — Смерть на Ниле (ассистент дизайнера костюмов — в титрах не указана) (дизайнер костюмов: Энтони Пауэлл)
- 1979 — Тэсс (ассистент дизайнера костюмов) (дизайнер костюмов: Энтони Пауэлл)
- 1981 — Женщина французского лейтенанта (ассистент дизайнера костюмов) (дизайнер костюмов: Том Рэнд)
- 1982 — Зло под солнцем (ассистент дизайнера костюмов) (дизайнер костюмов: Энтони Пауэлл)
- 1983 — Пираты Пензенса / The Pirates of Penzance (ассистент дизайнера костюмов) (дизайнер костюмов: Том Рэнд)
- 1983 — Сахара (wardrobe: London)
- 1984 — Индиана Джонс и храм судьбы (ассистент дизайнера костюмов) (реж. Стивен Спилберг; дизайнер костюмов Энтони Пауэлл)
- 1985 — На охоте / The Shooting Party (ассистент дизайнера костюмов) (дизайнер костюмов: Том Рэнд)
- 1985 — Из Африки (ассистент дизайнера костюмов) (дизайнер костюмов Милена Канонеро)
- 1985 — Цветы лиловые полей (wardrobe: Kenya) (реж. Стивен Спилберг)

## Награды и номинации
Премия «Оскар» за лучший дизайн костюмов
- 2013 — «Линкольн» (номинация)[1]
- 2017 — «Союзники» (номинация)[2]

Премия BAFTA за лучший дизайн костюмов
- 2013 — «Линкольн» (номинация)
- 2017 — «Союзники» (номинация)

Премия «Сатурн» за лучшие костюмы
- 1991 — «Назад в будущее 2» (номинация)
- 1991 — «Назад в будущее 3» (номинация)
- 1991 — «Индиана Джонс и последний крестовый поход» (номинация, совместно с Энтони Пауэллом)
- 2009 — «Операция „Валькирия“» (номинация)
- 2017 — «Большой и добрый великан» (номинация)

Премия «Выбор критиков» за лучший дизайн костюмов
- 2013 — «Линкольн» (номинация)[4]